# Хромозомопатија
Наследне болести које су последица структурних и нумеричких аберација хромозома називају се хромозомопатије.
Нумеричке аберације хромозома су углавном леталне тако да плод који их садржи већ у првом тромесечју трудноће бива спонтано одбачен. Веома мали број полиплоидних фетуса (триплоидни су чешћи од тетраплоидних) преживи интраутерини период — само један од 10.000. 
Изузетно ретко долази до рађања деце са триплоидним кариотипом, док је тетраплоидија међу живорођеном децом описана у само неколико случајева, од којих су сва деца умрла одмах након рођења. 
Монозомије аутозома су ретке и међу абортираним фетусима у првом тромесечју трудноће што значи да се оне елиминишу знатно раније, можда чак и пре имплантације. Плодови одбачени у овом раном периоду ембриогенезе (на ступњу бластоциста) одстрањују се првом наредном менструацијом тако да се не зна колико заиста ембриона пропада. Једина монозомија, ако плод преживи интраутерини период, која има добре прогнозе за живот после рођења је монозомија X хромозома женског детета.